# Land Rover Perentie

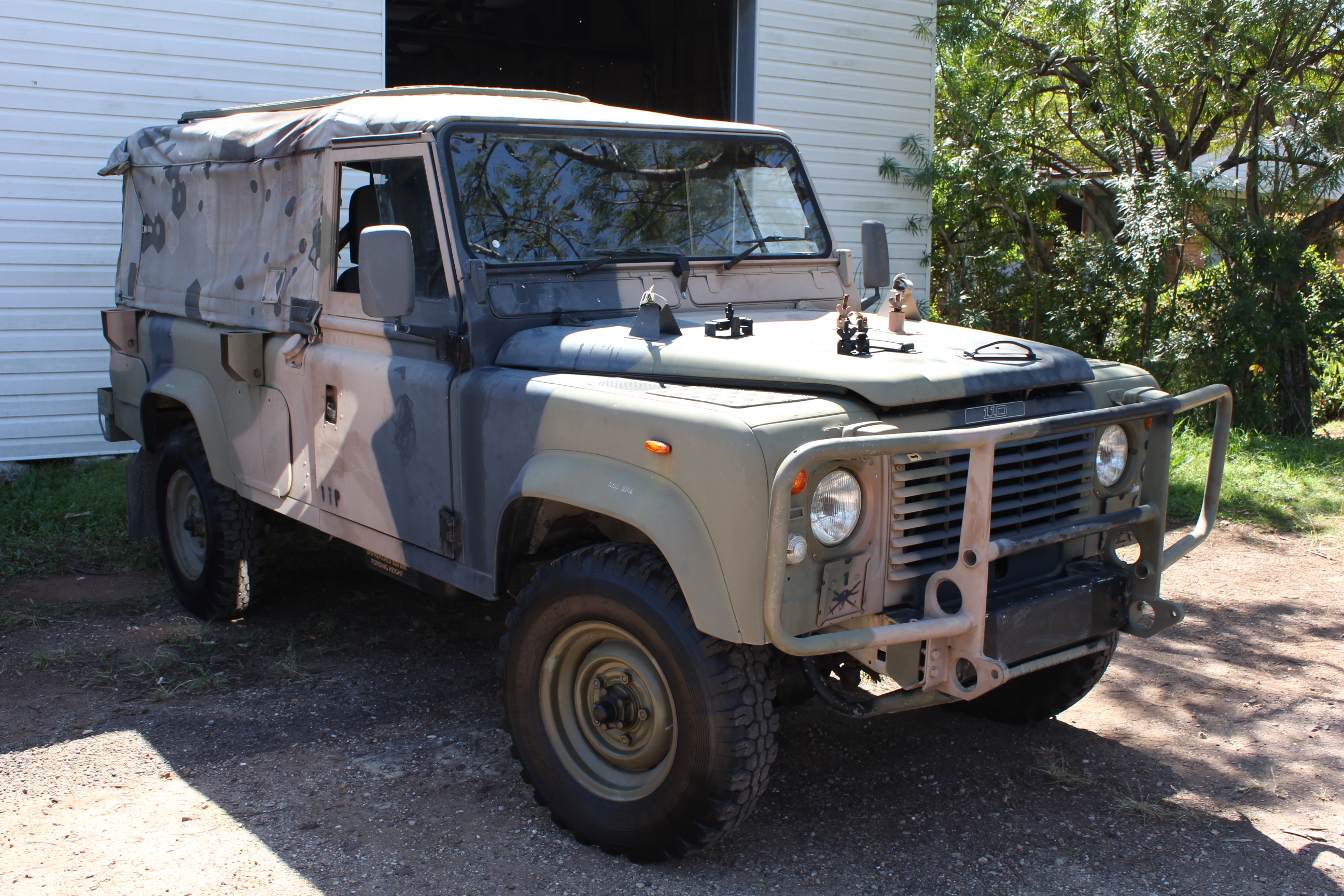
Land Rover Perentie

Der Land Rover Perentie ist ein Fahrzeug des australischen Heeres, das in Australien auf Basis des Land Rover Defender 110 gebaut wird. Das Modell Perentie wurde 1987 eingeführt, ersetzte die älteren Land Rover Serie IIA und Serie III.

## Bestellung und Einsatz

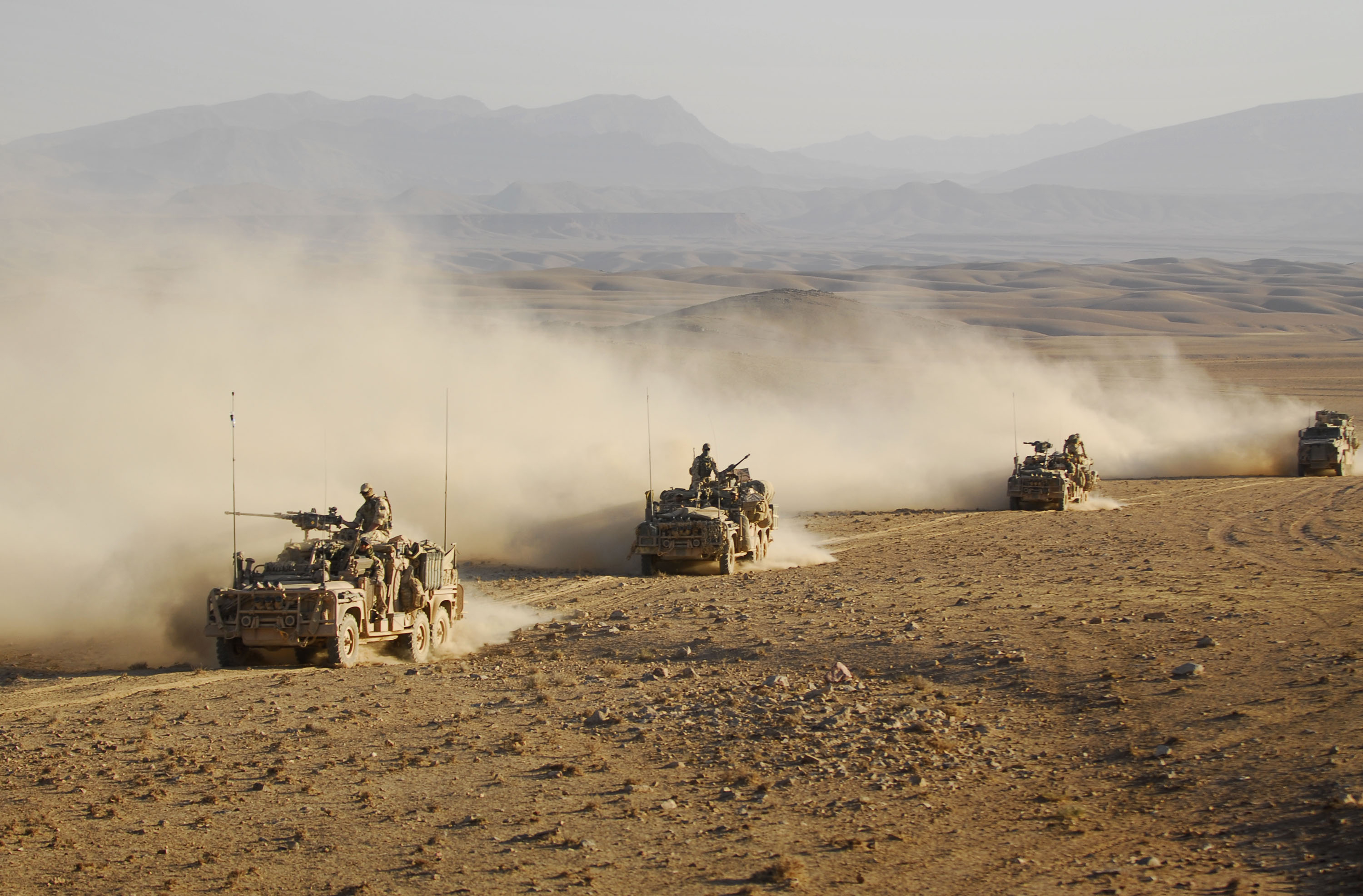
Land Rover Perentie in Afghanistan

Die erste Order des australischen Heeres umfasste 2500 Stück 4×4 und 400 Stück 6×6 in den Jahren 1987 bis 1990. Weitere Fahrzeuge kamen später unter dem Projekt Bushranger dazu.
Das Fahrzeug bewährte sich sowohl in Australien als auch bei militärischen Einsätzen in Übersee.
Die Fahrzeuge wurden ab 2013 durch 2.146 Mercedes-Benz G-Klasse und ab 2015 zusätzlich durch 1.100 Hawkei ersetzt.

## Technische Daten
Die Wagen sind als 4×4- oder 6×6-Modell lieferbar und werden von einem Vierzylinder-Dieselmotor von Isuzu mit 3,9 Liter Hubraum angetrieben.
Die wesentlichen Änderungen gegenüber den britischen Land-Rover-Modellen sind das Reserverad unter der Pritsche am Heck, ein verzinktes Fahrgestell und der Isuzu-Motor, der auch in den 1980er-Jahren üblicherweise in die in Australien gebauten, zivilen Versionen mit langem Radstand der Serien II, IIA, III und Defender eingebaut wurde. Die 6×6-Version besitzt ein breiteres Führerhaus und eine blattgefederte Hinterachse.

## Name
Die Bezeichnung Perentie ist vom Projekt Perentie, einem offiziellen Versuch des australischen Heeres zur Findung neuer Ein-Tonnen- und Zwei-Tonnen-Fahrzeuge, abgeleitet. „Perentie“ ist die englische Bezeichnung für den in Australien lebenden Riesenwaran.

## Varianten
Varianten entsprechend der Spezifikation der australischen Armee (englisch).

### 4×4
- Truck, Utility, Lightweight, MC2 (Mobility Category 2) (1.222 Fahrzeuge)
- Truck, Utility, Lightweight, Winch, MC2 (314 Fahrzeuge)
- Truck, Utility, Lightweight, FFR (Fitted For Radio), MC2 (964 Fahrzeuge)
- Truck, Utility, Lightweight, FFR, Winch, MC2 (208 Fahrzeuge)
- Truck, Panel, Lightweight, Survey, FFR, Winch, MC2 (35 Fahrzeuge)
- Truck, Carryall, Lightweight, Senior Commander, FFR, Winch, MC2 (11 Fahrzeuge)
- Truck, Carryall, Lightweight, Personnel Carrier, MC2 (38 Fahrzeuge)
- Truck, Surveillance, Lightweight, Winch, MC2 (RFSV) (231 Fahrzeuge)

### 6×6
- Truck, Cargo, Light, MC2 (215 Fahrzeuge)
- Truck, Cargo, Light, Winch, MC2 (32 Fahrzeuge)
- Truck, Ambulance, 4 Litter, FFR, Winch, MC2 (94 Fahrzeuge)
- Truck, General Maintenance, Light, Winch, MC2 (GMV) (181 Fahrzeuge)
- Truck, Electronic Repair, Light, MC2 (ERV) (40 Fahrzeuge)
- Truck, Comsec Repair Workshop, Light, MC2 (12 Fahrzeuge)
- Truck, Long Range Patrol, Light, Winch, MC2 (LRPV) (27 Fahrzeuge)
- Truck, Air Defence, Light, FFR, Winch, MC2 (72 Fahrzeuge)
- Truck, Crew Cab, Light, Winch, MC2 (26 Fahrzeuge)